# Rezervația naturală Cahul
Cahul este o rezervație naturală de plante medicinale în raionul Cahul, Republica Moldova. Este amplasată în ocolul silvic Larga, Români, parcelele 28, 29, 31-33, 39, 40. Are o suprafață de 343 ha. Obiectul este administrat de Gospodăria Silvică de Stat Cahul.